# Darracq 12 HP
Darracq 12 HP – wyścigowy samochód osobowy produkowany przez francuskie przedsiębiorstwo motoryzacyjne Darracq w roku 1904.

## Dane techniczne Darracq 12 HP

### Silnik
- S2 1886 cm³[1]
- Układ zasilania: b.d.
- Średnica cylindra × skok tłoka: b.d.
- Stopień sprężania: b.d.
- Moc maksymalna: 12 KM (9 kW)[1]
- Maksymalny moment obrotowy: b.d.

### Osiągi
- Przyspieszenie 0–80 km/h: b.d.
- Przyspieszenie 0–100 km/h: b.d.
- Prędkość maksymalna: 72 km/h[1]